# Font de Canaletes

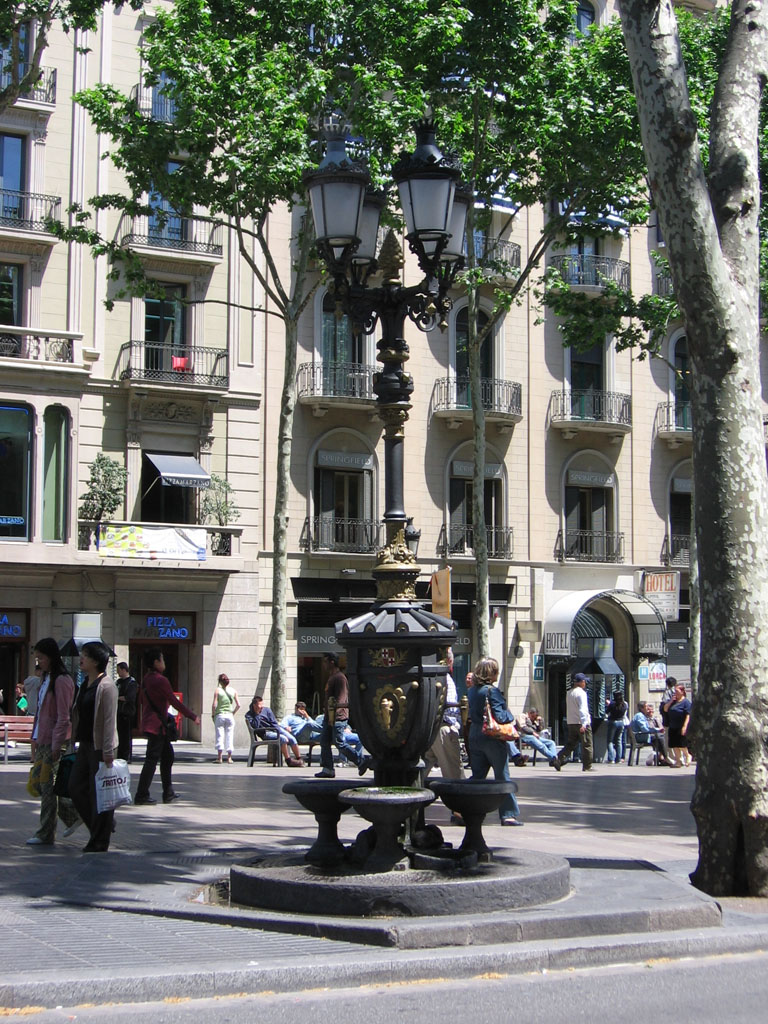
Font de Canaletes.

Font de Canaletes (em castelhano:  Fuente de Canaletas) é uma fonte ornamentada, coroada por um candeeiro, em  Barcelona, na Rambla de Canaletes, na parte superior de La Rambla, perto da Plaça de Catalunya. Desenhada no final do século XIX, substituiu uma fonte do século XIV, perto dos Estudis Generals, uma antiga e já extinta universidade fundada em 1714 por Filipe V da Espanha após o encerro da Universidade de Barcelona. Hoje é um ponto de encontro muito popular da cidade.